# Sphenacodon
Sphenacodon (griech. "Keilzahn") ist eine ausgestorbene Gattung der Synapsiden aus dem späten Karbon und dem frühen Perm mit einem Alter von ungefähr 300 bis 270 Millionen Jahren. Wie sein naher Verwandter Dimetrodon, war Sphenacodon ein karnivorer Vertreter der Familie der Sphenacodontidae aus der Klade der Eupelycosauria. Anders als Dimetrodon besaß Sphenacodon kein hohes Rückensegel, sondern einen niedrigen Kamm, der aus den verlängerten Dornfortsätzen der Rückenwirbel gebildet wurde. Fossilien von Sphenacodon sind aus New Mexico und der Grenzregion von Utah und Arizona in Nordamerika bekannt.
Momentan sind zwei Arten wissenschaftlich anerkannt: Sphenacodon ferox (Typusart) und Sphenacodon ferocior. Sphenacodon ferocior konnte eine Größe von bis zu drei Metern erreichen und war damit 40 Prozent größer als Sphenacodon ferox, welches eine Länge von ca. zwei Metern erreichen konnte. Außerdem waren die dorsalen (rückenseitigen) Fortsätze von Sphenacodon ferocior proportional bis zu 45 Prozent länger als bei Sphenacodon ferox. Anhand der kürzlichen Entdeckungen eines nahezu vollständigen Schädels von Sphenacodon ferox konnten weitere Unterscheidungen zwischen den beiden Arten aufgeklärt werden, beispielsweise die Anzahl der Zähne in bestimmten Regionen der Kiefer und die Größe der Einbuchtung zwischen dem Oberkiefer und dem Zwischenkieferbein. Beide Spezies erscheinen zusammen in einigen Formationen, Sphenacodon ferox scheint jedoch bis weit in das frühe Perm hinein überlebt zu haben.

## Beschreibung

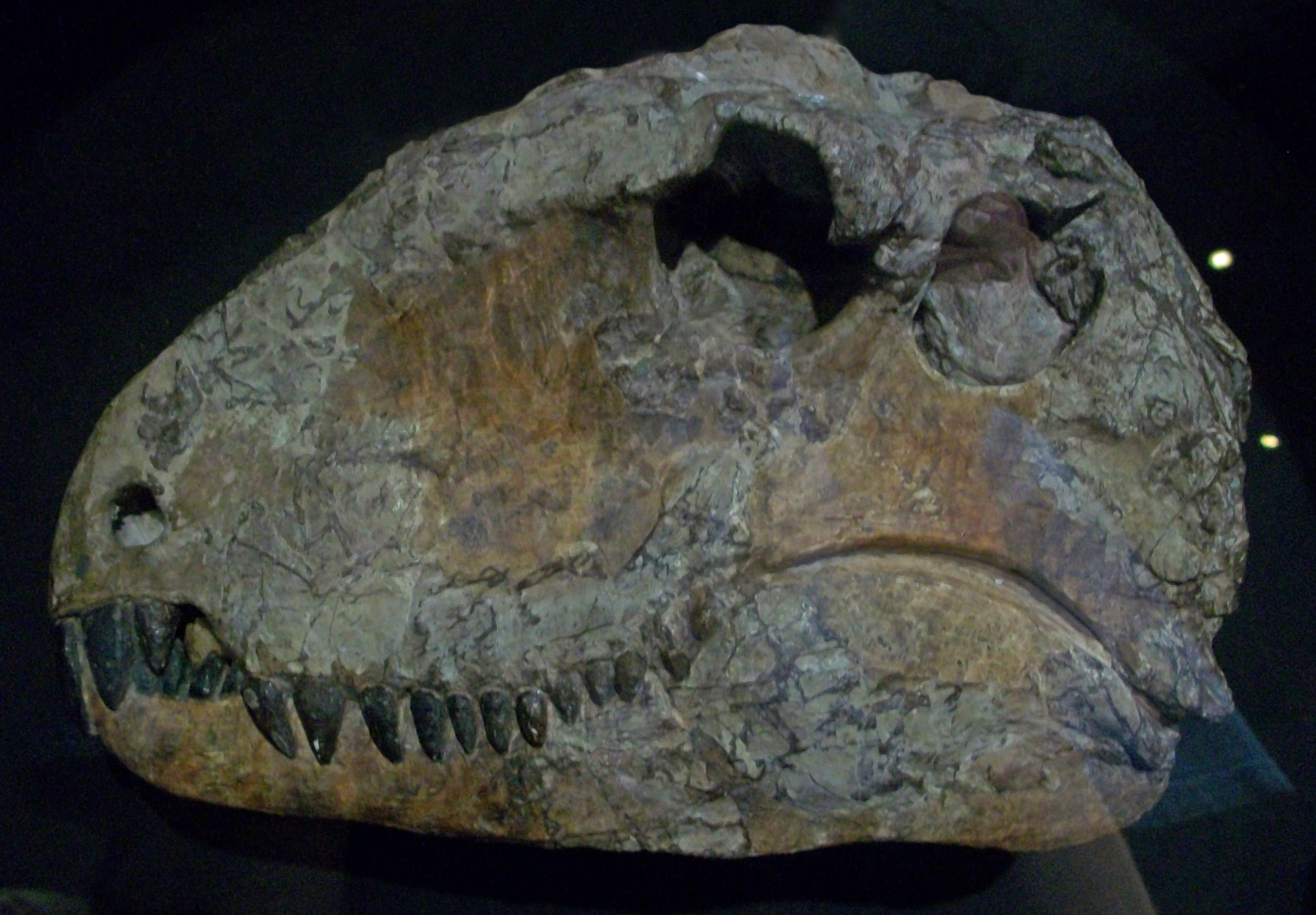
Schädel von S. ferox im Field Museum

Der Schädel von Sphenacodon war dem von Dimetrodon sehr ähnlich. Er war schmal von einer Seite zur anderen, vertikal jedoch breiter. Am vorderen Teil der Maxillare des Oberkiefers befand sich eine Einbuchtung. Ober- und Unterkiefer waren mit einer Reihe kräftiger Zähne ausgestattet, welche in scharfe Schneidezähne (präcanine), große, dolchartige Fangzähne (caniniforme) und kleinere Backenzähne (postcanine) ausgeformt waren. Die Orbita lag hoch und weit hinten mit einem einzelnen Temporalfenster hinter und teilweise unter dem Auge wie für Synapsiden charakteristisch.
Die Körperproportionen ähnelten ebenfalls denen von Dimetrodon: Sehr großer Kopf, kurzer Hals, robuster Rumpf und verhältnismäßig kurze Vorder- und Hintergliedmaßen, sowie ein sich verjüngender Schwanz, der ungefähr die Hälfte der Körperlänge des Tieres ausmachte. Jedoch besaß Sphenacodon nicht die extrem verlängerten, zylindrischen Dornfortsätze und das Rückensegel abgeleiteterer Formen der Sphenacodontiden wie Dimetrodon. Stattdessen besaßen Sphenacodon lediglich leicht verlängerte, aber abgeflachte Dornfortsätze, an welchen wahrscheinlich Muskeln angeheftet waren, die dem Räuber ermöglichten, sich kraftvoll auf seine Beute zu stürzen. Die sphenacodontide Gattung Ctenospondylus besaß ebenfalls verlängerte Dornfortsätze, deren Rückenkamm zwar höher war als derjenige von Sphenacodon, jedoch nicht so hoch wie derjenige von Dimetrodon.

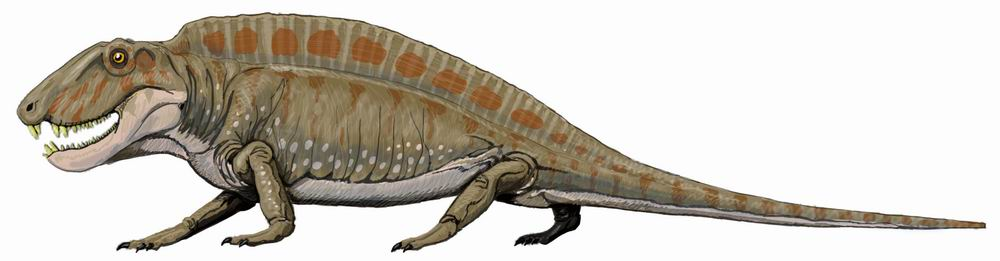
Lebendbild von Sphenacodon.

Es gibt Hinweise auf eine stark ausgeprägte epaxiale Muskulatur entlang der Basis der erhöhten Dornfortsätze bei Sphenacodon. Höchstwahrscheinlich dienten diese Muskeln der Versteifung und Verstärkung der Wirbelsäule bei der Fortbewegungen und dem Jagen der Beute, indem sie schlängelnde Bewegungen unterbanden.
Eine neuere Studie zu der Struktur der Wirbelfortsätze von Sphenacodon bestätigt die Vermutung, dass die oberen Teile der Dornfortsätze nicht von Muskulatur umschlossen waren, sondern aus der Muskelschicht herausragten und einen niedrigen Rückenkamm formten. Funde von Exemplaren, bei denen postmortale Verkrümmungen des Körpers eine Überlagerung der Fortsätze verursachten, legen nahe, dass diese nicht durch hartes oder besonders festes Gewebe miteinander verbunden waren. Die Funktion dieses niedrigen, mit Haut bedeckten Rückenkamms von Sphenacodon ist Gegenstand wissenschaftlicher Diskussionen. Eine thermoregulatorische Funktion erscheint unwahrscheinlich, obwohl der höhere Kamm bei Sphenacodon ferocior allometrisch größer ist als bei Sphenacodon ferox. Neuere Studien favorisieren eine Funktion für das Ausdrucksverhalten für die hohen Segel von Dimetrodon und Edaphosaurus.
In traditionellen Darstellung sowohl von Sphenacodon als auch von Dimetrodon zeigten die kurzen Gliedmaßen beider Gattungen in einem Winkel von 90 Grad vom Körper abgespreizt, wobei Schwanz und Bauch der Tiere ähnlich wie bei den modernen Echsen und Krokodilen über den Boden schleiften. Eine solche Haltung ist typisch für die zeitgenössischen Skelettrekonstruktionen von Sphenacodon in Museen. Trittspuren von Dimetropus u. a. aus Bromacker, welche die mit der Fußstellung großer Sphenacodontiden übereinstimmen und keine Schwanz- oder Bauchabdrücke aufweisen, zeigen jedoch, dass die Tiere sich fortbewegten, indem sie ihre Gliedmaßen unter dem Körper hielten und einen engen, halbaufgerichteten Gang hatten. Solche klaren Hinweise auf eine effizientere aufgerichtete Position legen nahe, dass wichtige Details zur Anatomie und Fortbewegung von Sphenacodon und anderen frühen Pelycosauriern noch nicht vollständig verstanden werden. Einige gut erhaltene Dimetropus-Spuren aus dem Prehistoric Trackways National Monument in New Mexico passen zu der relativ geringen Größe von Sphenacodon, welches durch Fossilfunde in dieser Gegend belegt ist. Die Spuren können aber auch von einem anderen Vertreter der Sphenacodonten stammen.

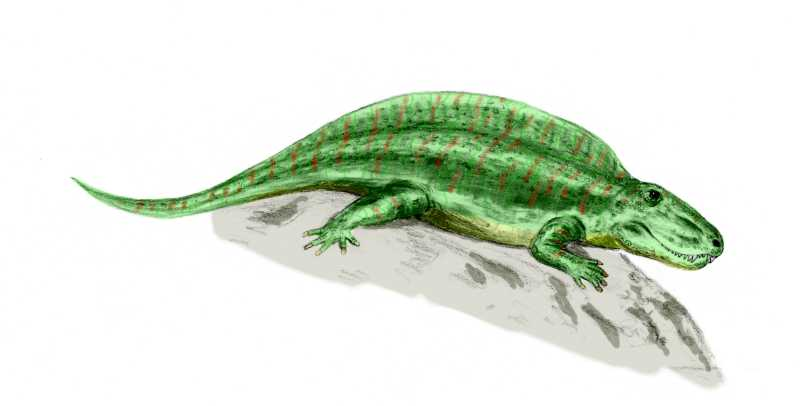
Sphenacodon

Sphenacodon und Dimetrodon werden typischerweise in unterschiedlichen geographischen Gebieten gefunden, die durch das urzeitliche Hueco-Meer getrennt waren, welches während des frühen Perms weite Areale des äquatorialen Pangäa (den südlichen Teil des heutigen Mexiko) bedeckte. Sphenacodon ist aus dem Westen New Mexicos, Arizona und Utah bekannt, während Dimetrodon hauptsächlich aus dem östlicher gelegenen damaligen Deltaregionen von Texas und Oklahoma anzutreffen ist. Die Art Dimetrodon occidentalis wurde aber in New Mexico gefunden. Jede der beiden Gattungen stellte wohl den terrestrischen Spitzenprädator in seinem Ökosystem dar und erbeutete wahrscheinlich Amphibien, Diadectomorphe, sowie frühe Synapsiden und Diapsiden. Sphenacodon scheint vor ungefähr 280 Millionen Jahren während des Wolfcampiums ausgestorben zu sein. Die Gattung Dimetrodon überlebte hingegen bis vor ca. 270 Millionen Jahre. Solch große sphenacodontiden Räuber wurden später von den Therapsiden abgelöst, derjenigen Gruppe von Synapsiden, welche die direkten Vorfahren der Säugetiere einschloss.

## Entdeckungsgeschichte und Klassifikation

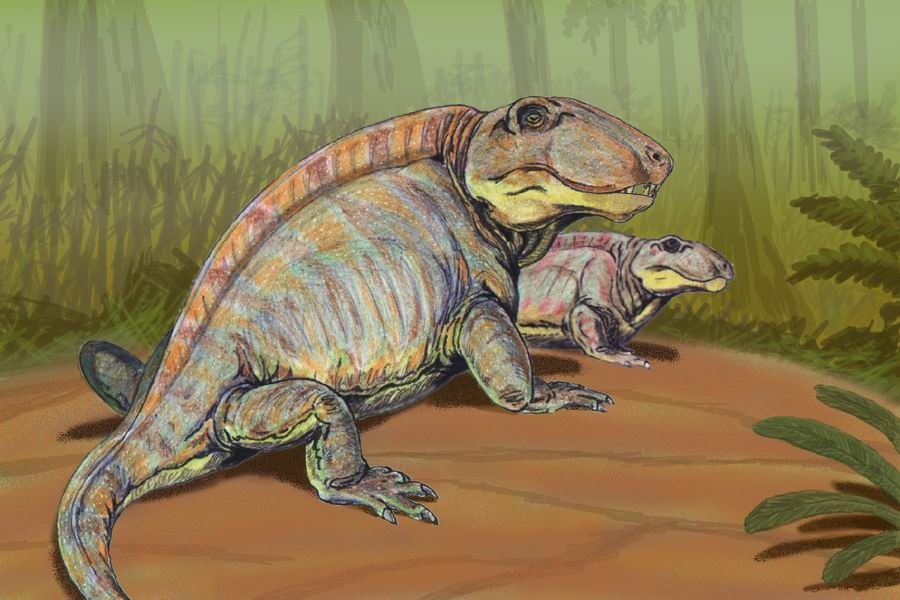
Zwei Exemplare von Sphenacodon.

Der US-amerikanische Paläontologe Othniel Charles Marsh lieferte 1878 die Erstbeschreibung von Sphenacodon anhand eines Teils eines Unterkieferknochens, das von dem Fossilsammler David Baldwin im Rotliegend des Nordens von New Mexico gefunden worden war. Der Name "Sphenacodon" setzt sich aus altgriechisch σφήνη "Keil", ἀκή, "Punkt" und ὀδούς "Zahn" zusammen. In seiner sehr kurzen Beschreibung des Kieferknochens führte Marsh die zusammengedrückten Kronen der Backenzähne und ihre "sehr scharfen Schneidekanten ohne Zinnen" an und folgerte, dass das Tier ungefähr 2 Meter lang gewesen sein musste und ein Fleischfresser war, obwohl der Rest des Skeletts unbekannt war. Er fertigte außerdem eine Skizze des Exemplars an. Marsh versah die Typusart mit dem Epitheton ferox (wild) und schuf die Familie der Sphenacodontidae, die er zu der primitiven Reptilienordnung „Rhynchocephala“ (Rhynchocephalia) stellte. Danach fasste er darin fast alle Gruppen früher Reptilien sowie die rezenten Brückenechsen zusammen.
Andere Paläontologen schenkten Marshs kurzer Erwähnung von Sphenacodon für fast drei Jahrzehnte keine Beachtung. Dimetrodon, das ebenfalls 1878 von Marshs Rivalen Edward Drinker Cope benannt worden war, wurde zu einer wissenschaftlich wichtigen Gattung, die durch viele Funde gut belegt war. Die Anerkennung von Sphenacodon als ein fleischfressender Pelycosaurier mit niedrigem Rückenkamm, der sich von Dimetrodon unterschied, geschah während des frühen 20. Jahrhunderts, als mehr Fossilien in New Mexico gefunden wurden. Die zu dieser Zeit vorgeschlagenen Taxa Elcabrosaurus baldwini (Case, 1907) und Scoliomus (Williston and Case, 1913) werden heute als Juniorsynonyme von Sphenacodon ferox angesehen.

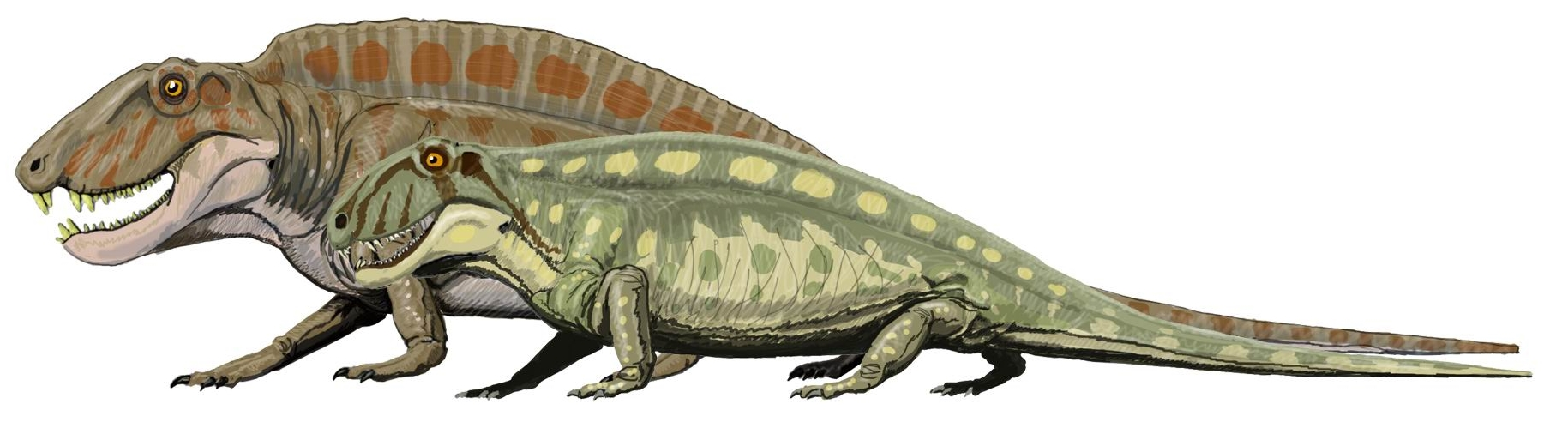
Sphenacodon ferox und der größere Sphenacodon ferocior.

1937 beschrieb Alfred Sherwood Romer eine zweite Spezies aus New Mexico, die er Sphenacodon ferocior ("wilder") nannte, da sie größer war, einen robusteren Eindruck machte und längere Dornfortsätze besaß. Romer and Price (1940) lieferten detaillierte Beschreibungen sowohl von S. ferox als auch von S. ferocior mit Skelettrekonstruktionen.
Eine dritte Art, Sphenacodon britannicus, wird in der Literatur manchmal angeführt. Diese war 1908 von dem deutschen Paläontologen Friedrich von Huene als Oxyodon britannicus basierend auf einem Oberkiefer aus England beschrieben worden. Der Gattungsname Oxyodon (Baur, 1906) war jedoch bereits von einer Fischgattung belegt und besaß daher für die beschriebene Art keine Gültigkeit. Das Exemplar war zuvor als ein möglicher triassischer Dinosaurier identifiziert worden, aber v. Huehne erkannte einen Pelycosaurier. 1974 wurde die Spezies zu der Gattung Sphenacodon gestellt, unter dem Hinweis, dass das Exemplar ungefähr die Größe von Sphenacodon ferox besaß. Neuere Untersuchungen haben jedoch die Frage aufgeworfen, inwiefern anhand solch spärlichen Fossilmaterials zwischen Dimetrodon, Sphenacodon oder einer eigenen Gattung unterschieden werden kann. Die Art “Oxyodon” britannicus (bzw. Sphenacodon (?) britannicus) wird heute allgemein als Sphenacodontidae incertae sedis klassifiziert.